# الیو موریله
الیو موریله (ایتالیایی: Elio Morille؛ ۷ سپتامبر ۱۹۲۷ – ۲۱ ژوئن ۱۹۹۸) قایقران روئینگ اهل ایتالیا بود.
وی در مسابقات کشوری و بین‌المللی در مجموع برندهٔ ۴ مدال طلا شده‌است.